# Spiroctenus collinus
Spiroctenus collinus is een spinnensoort in de taxonomische indeling van de bruine klapdeurspinnen (Nemesiidae).
Spiroctenus collinus werd in 1900 beschreven door Pocock.